# Erik Mykland
Erik Mykland (Risør, Noruega, 21 de julio de 1971) es un ex-futbolista noruego, se desempeñaba como centrocampista defensivo.
Jugó en hasta 6 clubes distintos y representó a la selección de fútbol de Noruega en dos Mundiales y una Eurocopa.
Jugador muy popular en su país, no fue un jugador exento de polémicas y era conocido por su estilo de vida, nada que ver con el jugador de fútbol común y por su extragavante indumentaria.

## Clubes
| Club             | País         | Año         | Partidos | Goles |
| Byrne FK         | Noruega      | 1989        | 17       | 1     |
| IK Start         | Noruega      | 1989 - 1996 | 159      | 11    |
| FC Utrecht       | Países Bajos | 1996        | 9        | 0     |
| FC Linz          | Austria      | 1996 - 1997 | 28       | 0     |
| Panathinaikos FC | Grecia       | 1997 - 2000 | 71       | 3     |
| TSV 1860 Munich  | Alemania     | 2000 - 2001 | 26       | 0     |
| FC Copenhague    | Dinamarca    | 2002 - 2004 | 51       | 1     |
| IK Start         | Noruega      | 2008 - 2009 | 9        | 0     |
| Drammen FK       | Noruega      | 2009        | 1        | 0     |